# Maeda Toshimasa
Pour les articles homonymes, voir Toshimasa.
Maeda Toshimasa (前田利昌, ?-4 août 1560), aussi appelé « Toshiharu » (利春), est le fils de Maeda Toshitaka, seigneur d'Arako dans la province d'Owari.
Il est le père de Toshihasa, Yasukatsu, Toshifusa, Yoshiyuki, Hidetsugu, Masa et du célèbre Toshiie Maeda. Il est un vassal d'Oda Nobuhide qui dirige la province d'Owari depuis son château de Kiyosu.

## Famille
- Père : Maeda Toshitaka
- Enfants : 
  - Maeda Toshihisa (d. 1583)
  - Maeda Yasukatsu (d. 1594)
  - Maeda Toshifusa
  - Sawaki Yoshiyuki (d. 1572)
  - Maeda Hidetsugu (d. 1585)
  - Maeda Masa (donnée en mariage à Takabatake Sadayoshi)
  - Maeda Toshiie (1539-1599), seigneur du domaine de Kaga aux revenus de 1 000 000 koku.